# Lecionário 21
O Lecionário 21 (designado pela sigla ℓ 21 na classificação de Gregory-Aland) é um antigo manuscrito do Novo Testamento, paleograficamente datado do Século XIV d.C.[a]
Este codex contém lições dos evangelhos de Mateus e Lucas (conhecido como Evangelistarium), mas com numerosas lacunas. Este lécionário não traz lições do Evangelho segundo João[a]. Foi escrito em grego, e actualmente se encontra na Biblioteca Bodleiana.